# Zariadres de Sofena
Zariadres (em grego: Ζαριάδρης; romaniz.: Zariádrēs) ou Zaré (em armênio/arménio: Զարեհ; romaniz.: Zareh) foi um governante orôntida de Sofena no início do século II a.C.. De acordo com Estrabão, era um general do governante selêucida Antíoco III (r. 223–187 a.C.) que foi feito governante de Sofena, embora a maioria dos estudiosos acredite que era um membro da dinastia orôntida, que governou a Armênia e Sofena. Depois que os selêucidas foram derrotados pelos romanos em 190 a.C., Zariadres e seu aliado Artaxias I da Grande Armênia (possivelmente também filho de Zariadres) se revoltaram contra os selêucidas, tornaram-se reis independentes e expandiram seus territórios. As últimas informações sobre o reinado de Zariadres datam de 188 a.C.. Foi sucedido como rei por Mitrobuzanes, possivelmente seu filho.

## Nome
Zariadres (Ζαριάδρης, Zariádrēs), Zariadris (Ζαριάδρις, Zariádris) ou Zadriadres (Ζαδριάδρης; Zadriádrēs) são as formas gregas do iraniano antigo *Zariatra (*Zari āθra), "com fogo dourado". Foi registrado em inscrições em aramaico, localizadas em Sevã e Siunique e datadas do reinado de Artaxias I (r. 189–160 a.C.), na forma Zeritre (Zrytr / Zryhr). Também ocorreu em armênio como Zaré (Զարեհ, Zareh) através da forma intermediária não atestada *Zareri.

## Vida

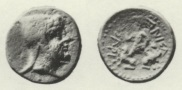
Dracma atribuído a Zariadres por Y. T. Nercessian, que foi chamado de falsificação por Frank L. Kovacs

Estrabão (Geografia, 11.14.5) escreve que Sofena foi tomada por um "general (estratego)" do rei Antíoco III (r. 222–187 a.C.) chamado Zariadres. Simultaneamente, Artaxias I assumiu a Grande Armênia. De acordo com David Marshall Lang, este evento ocorreu em 200 a.C.. A maioria dos estudiosos acredita que Zariadres era um membro da dinastia orôntida, que governou a Armênia e Sofena. O governante orôntida anterior de Sofena, Xerxes, foi envenenado por ordem de Antíoco III em aproximadamente 212 a.C., ou mais tarde, em 202/201 a.C.. Existem diferentes visões sobre a questão de se o Zariadres mencionado nas inscrições aramaicas de Artaxias I é idêntico ao Zariadres que se tornou governante de Sofena de acordo com Estrabão. Michał Marciak argumenta que identificar Zariadres de Sofena com o Zariadres das inscrições parece ser "a interpretação mais direta". Marciak observa ainda que se as duas figuras não forem identificadas, então não há evidências de que Zariadres fosse um membro da dinastia orôntida. Ele conclui que Zariadres pertencia a um ramo diferente da dinastia do que os reis anteriores de Sofena.
Após a derrota de Antíoco III pelos romanos na Batalha de Magnésia em 190 a.C., Zariadres e Artaxias se revoltaram e com o consentimento romano começaram a reinar como reis sob os termos do Tratado de Apameia em 188 a.C. — Zariadres sobre Sofena e Artaxias sobre a Armênia. Zariadres e Artaxias então expandiram seus reinos. Zariadres conquistou Acilisena e possivelmente também Carenitis (por volta da atual Erzurum) e Xerxena (provavelmente uma corruptela escribal de *Derzena, a armênia Derjã)․ Outro território mencionado por Estrabão, lido como Taraunitis (ou seja, Tarom) ou Tamoritis (Temã ou Temorique), foi conquistado por Zariadres ou Artaxias.[a] Zariadres pode ter reconhecido mais tarde a suserania de Antíoco IV para poder permanecer como rei de Sofena, rebatizando a cidade real de Carcatiocerta como Epifaneia em homenagem ao rei selêucida. As últimas informações sobre o reinado de Zariadres vêm de 188 a.C.. Foi sucedido por Mitrobuzanes, que pode ter sido seu filho. Zariadres parece ter enviado Mitrobuzanes à corte de Ariarates IV (r. 220–163 a.C.), o que sugere a existência de uma aliança entre os dois reis. Ariarates parece ter ajudado Mitrobuzanes a tomar o trono de Sofena após alguma crise de sucessão. Como Ariarates reinou até 163 a.C., a ascensão de Mitrobuzanes deve ter ocorrido antes disso.